# Stephan Hinrich Behncke
Stephan Hinrich Behncke (* 11. Januar 1747; † 23. September 1824 in Lübeck) war ein deutscher Bürgermeister der Hansestadt Lübeck.

## Leben
Behncke war Ältester der Lübecker Bergenfahrer und wurde als solcher 1797 zum Ratsherrn erwählt. In der Lübecker Franzosenzeit war er 1810 Präsident der Finanzkommission und wurde 1811 Munizipalrat. Ab 1813 gehörte er dem Rat wieder an und wurde 1818 Bürgermeister.
1793–1819 war er Eigentümer des Hauses Fischstraße 7–9 und Inhaber eines Manufakturwarengeschäfts in der Mengstraße 2.